# Theo Peckham
Theo „Teddy“ Peckham (* 10. November 1987 in Richmond Hill, Ontario) ist ein ehemaliger kanadischer Eishockeyspieler, der im Verlauf seiner aktiven Karriere zwischen 2004 und 2016 unter anderem 160 Spiele für die Edmonton Oilers in der National Hockey League (NHL) auf der Position des Verteidigers bestritten hat. Peckham ist der Halbbruder von Angela James, die ebenfalls als Eishockeyspielerin aktiv war und im Jahr 2010 in die Hockey Hall of Fame aufgenommen wurde.

## Karriere

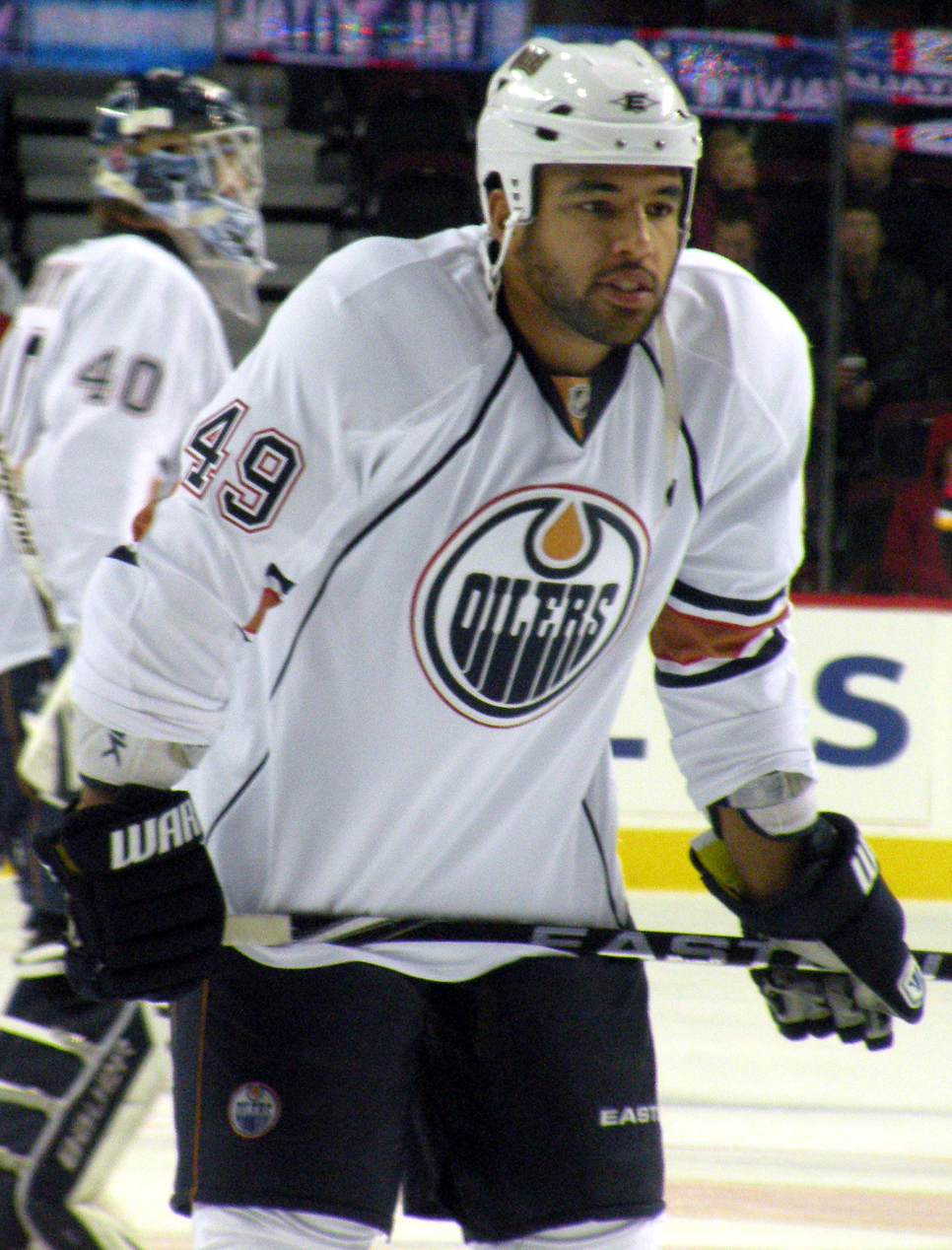
Peckham im Trikot der Edmonton Oilers (2010)

Theo Peckham begann seine Karriere als Eishockeyspieler bei den North York Rangers, für die er von 2003 bis 2004 in der kanadischen Juniorenliga Ontario Provincial Junior A Hockey League (OPJHL) aktiv war. Anschließend wechselte der Verteidiger zu den Owen Sound Attack in die Ontario Hockey League (OHL). Dort entwickelte sich der Linksschütze im Verlauf der folgenden drei Jahre als Defensiv-Allrounder, wobei er außerdem auch offensiv in Erscheinung trat und in insgesamt 181 Partien der regulären Saison 60 Scorerpunkte erzielte. Beim NHL Entry Draft 2006 wurde Peckham in der dritten Runde an insgesamt 75. Position von den Edmonton Oilers aus der National Hockey League (NHL) ausgewählt.
Die Saison 2007/08 verbrachte der Abwehrspieler bei den Springfield Falcons, dem damaligen Farmteam der Oilers, in der American Hockey League (AHL) und etablierte sich sogleich als wichtiger Bestandteil des Teams. In derselben Saison absolvierte Peckham zudem sein Debüt in der NHL für die Edmonton Oilers. Die folgenden zwei Jahre war er sowohl für die Falcons in der AHL als auch für die Oilers in der NHL aktiv und absolvierte dabei insgesamt 84 Spiele in der AHL und 30 Partien in der NHL. Im Juli 2010 unterzeichnete Peckham, nachdem zwischenzeitlich sein Vertrag ausgelaufen war, einen neuen auf ein Jahr befristeten Vertrag bei den Edmonton Oilers. Ebenso erhielt er für die folgenden beiden Spielzeiten jeweils eine einjährige Vertragsverlängerung. Dennoch kam er neben NHL-Einsätzen für Edmonton auch zu Einsatzminuten beim AHL-Kooperationspartner Oklahoma City Barons und – während des Lockouts vor Beginn der NHL-Spielzeit 2012/13 – bei den San Francisco Bulls in der ECHL.
Für die Saison 2013/14 unterzeichnete der Verteidiger einen Einjahresvertrag bei den Chicago Blackhawks, womit er die Organisation der Edmonton Oilers nach insgesamt sechs Jahren verließ. Im Saisonverlauf wurde Peckham aber lediglich für Chicagos AHL-Farmteam Rockford IceHogs eingesetzt. Über den Sommer 2014 fand der Kanadier zunächst keinen neuen Arbeitgeber in der NHL oder AHL, sodass er erst im Oktober desselben Jahres ein Vertragsangebot der Wichita Thunder aus der ECHL annahm. Er blieb dort bis zum Jahresende, ehe er nach Europa wechselte und die Spielzeit 2014/15 beim slowakischen Klub HC 05 Banská Bystrica in der Extraliga sowie dem dänischen Verein Rødovre Mighty Bulls in der Metal Ligaen beendete. Zum Spieljahr 2015/16 kehrte Peckham nach Nordamerika zurück, beendete aber nach 16 Einsätzen für die Wichita Thunder seine Profikarriere im Alter von 28 Jahren. Anschließend trat der Defensivspieler lediglich in den kanadischen Amateurligen in Erscheinung.

## Erfolge und Auszeichnungen
- 2006 Teilnahme am CHL Top Prospects Game

## Karrierestatistik
(Legende zur Spielerstatistik: Sp oder GP = absolvierte Spiele; T oder G = erzielte Tore; V oder A = erzielte Assists; Pkt oder Pts = erzielte Scorerpunkte; SM oder PIM = erhaltene Strafminuten; +/− = Plus/Minus-Bilanz; PP = erzielte Überzahltore; SH = erzielte Unterzahltore; GW = erzielte Siegtore; 1 Play-downs/Relegation; Kursiv: Statistik nicht vollständig)